# Diarthrodes ponticus
Diarthrodes ponticus är en kräftdjursart som beskrevs av Kritschagin. Diarthrodes ponticus ingår i släktet Diarthrodes och familjen Thalestridae. Inga underarter finns listade i Catalogue of Life.